# Michel Etienne Descourtilz
Michel Étienne Descourtilz (25 de noviembre de 1775-1835) fue un botánico y médico francés.
Fue el padre de Jean-Théodore Descourtilz, que entre 1821 a 1829 publicaron ocho  volúmenes de:
- Flore pittoresque et medicale des Antilles, ou, Histoire naturelle des plantes usuelles des colonies françaises, anglaises, espagnoles et portugaises, (volumen I. The LuEsther T Mertz Library, the New York Botanical Garden) de los cuales Michel era el botánico y Jean-Théodore Descourtilz ilustró con más de 600 planchas la enciclopedia.

En 1799, completados sus estudios médicos, viajó a Charleston, Carolina del Sur, Santiago de Cuba, y Haití arribando el 2 de abril.
A pesar de un pasaporte de Toussaint Louverture (1743-1803), y servir como médico con las fuerzas de Dessalines estaba en peligro constante. Sus colecciones de plantas, en su mayoría, de entre Port-au-Prince a Cap Haitien, y a lo largo del río Artibonito. Todas sus colecciones de historia natural y muchos dibujos fueron destruidos durante el curso de la revolución. En 1803, retornó a Francia, trabajando como médico en un hospital de Beaumont.
Escribió varios libros, destacándose el que narra sus aventuras en la revuelta de Haití: Voyages d'un naturaliste.
Retornó a las Antillas años más tarde, trabajando en pesquisas sobre la flora, principalmente medicinal, resultando de ese viaje una obra voluminosa y científicamente muy importante: Flore pittoresque et médicale des Antilles où, Histoire naturelle des plantes usuelles des colonies françaises, anglaises, espagnoles et portugaises. Paris, 1821-1829, 8 vols. ilustrados con más de seiscientas planchas de autoría de su hijo Jean-Théodore Descourtilz, también médico y naturalista, que luego estaría en Brasil para un largo estadio dedicado a estudios.

## Honores
Fue presidente de la Sociedad Linneana de París.

## Obra
- 1809. Voyages d'un naturaliste: et ses observations; faites sur les trois règnes de la nature, dans plusieurs ports de mer français, en Espagne, au continent de l’Amerique septentrionale, à Saint-Yago de Cuba, et à St.-Domingue, où l’Auteur devenu le prisonnier de 40,000 Noirs révoltés, et par suite mis en liberté par une colonne de l’armée française, donne des détails circonstanciés sur l’expédition du général Leclerc. París: Dufart, padre, 1809. Newberry Library Ayer 958.5 .H21 D44 1809 vol. 2 & vol. 3.

- La abreviatura «Descourt.» se emplea para indicar a Michel Etienne Descourtilz como autoridad en la descripción y clasificación científica de los vegetales.[3]

## Fuente
- Wiki culturaapicola.com (enlace roto disponible en Internet Archive; véase el historial, la primera versión y la última).